# Форделль, Эрик
Эрик Фритьоф Форделль (фин. Erik Fordell; 2 июля 1917, приход Коккола, Центральная Остроботния, Великое княжество Финляндское, Российская империя — 21 декабря 1981, там же, Финляндия) — финско-шведский композитор, дирижёр, пианист, музыкальный педагог

## Биография
Образование получил, окончив Хельсинкский институт церковной музыки и Академию им. Сибелиуса, где был учеником Юсси Яласа, Аарре Мериканто и Лео Фунтека.
Совершил поездку по Европе, побывал в Вене и Западном Берлине.
Работал профессиональным музыкантом, был преподавателем игры на фортепиано в шведских и финских рабочих институтах, дирижёром.
Автор ряда музыкальных сочинений, в том числе 44 симфоний, фортепианной и скрипичной музыки, концертов, сольных песен и хоровых произведений. Стилистически представляет экспрессионизм 1920-х годов.
В 1981 году опубликовал мемуары «Воспоминания музыканта» (En musikers minnesbilder).